# 週刊ファイターズTV
週刊ファイターズTV（しゅうかん・ファイターズ・ティーヴィー）はGAORAの北海道日本ハムファイターズを題材にした番組。2011年6月6日開始。

## 概要
GAORAでは開局当初からファイターズ主管試合の中継を行っていたが、応援番組の自社製作は2009年まではキャンプ特番、優勝特番など限られた機会でしか行わなかった。2010年から毎月1回の「月刊ファイターズTV」として放送を開始し、シーズン2の2011年5月までは月刊放送だったが、斎藤佑樹ら、注目の選手が続々所属し注目度が高まったことを背景に、同年6月から毎週月曜のレギュラー放送にグレードアップした。

## 放送日時
- 初回放送　原則として毎週月曜22時30分から23時
  - 最終月曜のみ拡大版となり、22時45分から23時30分

最終月曜はマンデータイガースTVも45分枠となるためこの時間からとなる
- 再放送　火曜日早朝・日中に2回程度

## 出演者
基本的に「月刊ファイターズTV」シーズン2からメンバーを継続している。
- 総合司会兼レギュラーコメンテーター　岩本勉（ファイターズOB　野球評論家）
- 進行アシスタント　金山泉（毎日放送アナウンサー）
- 週代わりコメンテーター　主にGAORAプロ野球中継・ファイターズ主管試合の中継に出演するファイターズOBを迎える
  - 高田繁（元監督）
  - 水上善雄（元2軍監督）
  - 金石昭人
  - 西山秀二（非ファイターズOB）
  - 太田幸司（非ファイターズOB　マンデータイガースTVに参加する日もある）

## 主な内容
- 週間ハイライト（各球団公式映像を使用）
- この一球（先週の試合から、解説者が特に注目したあるプレーについて解説する）
- ファーム情報
- 選手インタビュー